# Pors Grenland
El Pors Grenland es un equipo de fútbol de Noruega que juega en la Tercera División de Noruega, la cuarta categoría de fútbol en el país.

## Historia
Fue fundado el 25 de mayo de 1905 en la ciudad de Porsgrunn con el nombre Lyn, aunque en 1914 lo cambian por el de IF Pors porque se confundía con el SFK Lyn hasta que en 1994 cambian su nombre por el que tienen actualmente.
El club ha llegado a jugar en un par de ocasiones en la Tippeligaen, una de ellas bajo el formato de liga aficionada, aunque desde 1994 el club ha desarrollado una rivalidad local con el club más importante de la región, el Odd Grenland, y para febrero de 2005 la sección de fútbol de declara independiente del club multideportivo IF Pors para tener un convenio de cooperación económica con el Odd Grenland, convenio que terminó en 2009.

## Jugadores

### Jugadores destacados
- Jan Halvor Halvorsen
- Erik Pedersen